# Bażany (rejon złoczowski)
Bażany (ukr. Бажани) – wieś na Ukrainie w rejonie złoczowskim obwodu lwowskiego.

## Historia
Dawniej wieś w powiecie brodzkim.
Do 19 lipca 2020 r. w rejonie buskim. 